# Neopetrosia
Neopetrosia is een geslacht van sponsdieren uit de familie van de gewone sponzen (Demospongiae).

## Soorten
- Neopetrosia carbonaria (Lamarck, 1814)
- Neopetrosia chaliniformis (Thiele, 1899)
- Neopetrosia compacta (Ridley & Dendy, 1886)
- Neopetrosia contignata (Thiele, 1899)
- Neopetrosia cylindrica (Lamarck, 1815)
- Neopetrosia delicatula (Dendy, 1905)
- Neopetrosia densissima (Wilson, 1904)
- Neopetrosia dominicana (Pulitzer-Finali, 1986)
- Neopetrosia dutchi Van Soest, Meesters & Becking, 2014
- Neopetrosia eurystomata Van Soest, Meesters & Becking, 2014
- Neopetrosia exigua (Kirkpatrick, 1900)
- Neopetrosia granulosa (Wilson, 1925)
- Neopetrosia halichondrioides Dendy, 1905
- Neopetrosia massa (Ridley & Dendy, 1886)
- Neopetrosia ovata Van Soest, Meesters & Becking, 2014
- Neopetrosia perforata (Lévi, 1959)
- Neopetrosia problematica (de Laubenfels, 1930)
- Neopetrosia proxima (Duchassaing & Michelotti, 1864)
- Neopetrosia rava (Thiele, 1899)
- Neopetrosia retiderma (Dendy, 1922)
- Neopetrosia rosariensis (Zea & Rützler, 1983)
- Neopetrosia sapra (de Laubenfels, 1954)
- Neopetrosia seriata (Hentschel, 1912)
- Neopetrosia similis (Ridley & Dendy, 1886)
- Neopetrosia subtriangularis (Duchassaing, 1850)
- Neopetrosia tenera (Carter, 1887)
- Neopetrosia truncata (Ridley & Dendy, 1886)
- Neopetrosia tuberosa (Dendy, 1922)
- Neopetrosia vanilla (de Laubenfels, 1930)
- Neopetrosia zumi (Ristau, 1978)